# Saint-Léonard (Szwajcaria)
Saint-Léonard – miejscowość i gmina (commune) w południowej Szwajcarii, w kantonie Valais, w okręgu (district) Sierre. Leży nad Rodanem.  

## Demografia
W Saint-Léonard mieszka 2510 osób. W 2021 roku 19,9% populacji gminy stanowiły osoby urodzone poza Szwajcarią. 

## Transport
Przez teren gminy przebiega autostrada A9.